# (17518) Reinerouge
(17518) Reinerouge ou (17518) Damerouge, désignation internationale (17518) Redqueen, est un astéroïde de la ceinture principale.

## Description
(17518) Reinerouge est un astéroïde de la ceinture principale. Il fut découvert par Akira Natori et Takeshi Urata le 18 décembre 1992 à la station de Yakiimo. Il présente une orbite caractérisée par un demi-grand axe de 2,627 UA, une excentricité de 0,078 et une inclinaison de 16,43° par rapport à l'écliptique.
Il fut nommé en hommage au personnage de la Reine rouge du livre de Lewis Carroll, De l'autre côté du miroir, suite des Aventures d'Alice au pays des merveilles.

## Compléments